# Federico Boyd
Federico Augusto Boyd López (Panamá, República de la Nueva Granada, 24 de septiembre de 1851-Nueva York, 25 de mayo de 1924) fue un político panameño, cuarto presidente de la República de Panamá.

## Biografía
Nació en la Ciudad de Panamá en el 24 de septiembre de 1851. Era el primer hijo del inmigrante, empresario, y diplomático irlandés Archibald Boardman Boyd y la panameña María Eduvigis López de Boyd. Se dedicó a los negocios e hizo una fortuna. En el 15 de abril de 1873, se casó con Teodolinda Briceño Arosemena, con quien tuvo 8 hijos y 4 hijas. Panamá
Incursionó en el mundo político de su gobierno y fue conocido como un abogado patriota que luchaba por su patria a pesar de las consecuencias que esta acarreara. En 1888 fue elegido miembro del Consejo Municipal de la ciudad de Panamá. Fue apoyado por grandes personajes de la época como Pedro J. Sosa, Constantino Arosemena y otros distinguidos, para la construcción de muchas y benéficas obras públicas de la ciudad como la plaza de Santa Ana, La Zahurda, El Matadero, etc. Negoció la construcción del acueducto para la ciudad del Istmo; acompañado de miembros del gobierno, viajó a Colombia para abogar a favor de la prórroga de la Compañía del Canal. Participó en los sucesos que culminaron con la independencia en 1903. 
Su figura se hizo más prestigiosa a partir de estos acontecimientos, ya que al constituirse la Junta de Gobierno Provisional, fue uno de sus miembros acompañando a José Agustín Arango y a Tomás Arias; reconociéndose para la posteridad como uno de los próceres de la independencia de Panamá respecto de Colombia. En 1906 fue elegido diputado a la Asamblea Nacional de Panamá representando a las provincias de Colón y Bocas del Toro. 
La Asamblea Nacional lo eligió "Encargado del Poder Ejecutivo", en su carácter de Segundo Designado del 1 al 5 de octubre de 1910, mientras llegaba desde Chile, el recién nombrado Primer Designado Pablo Arosemena. 
En los años de 1911 y 1912 se hizo cargo de la cartera de Relaciones Exteriores. Formó parte por varios años, en calidad de presidente de la misma y de la Comisión Mixta. Fue cónsul general y encargado de Negocios de la República de Honduras y El Salvador. Falleció el 25 de mayo de 1924 en la ciudad de Nueva York.